# Ramberg (Pfalz)

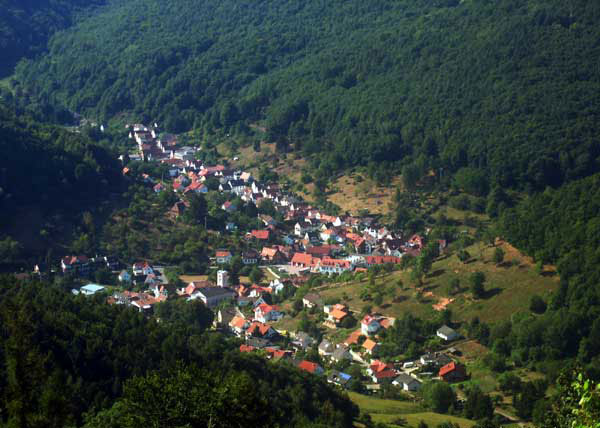
Ortsbild der Gemeinde Ramberg im Jahr 2004

Ramberg ist eine Ortsgemeinde im Landkreis Südliche Weinstraße in Rheinland-Pfalz. Sie gehört der Verbandsgemeinde Annweiler am Trifels an, innerhalb derer sie gemessen an der Einwohnerzahl die fünftgrößte Ortsgemeinde darstellt. Ramberg ist ein staatlich anerkannter Erholungsort.

## Geographie

### Lage
Die Ortsgemeinde Ramberg liegt im Pfälzerwald rund sieben Kilometer Luftlinie nordnordöstlich von Annweiler am Trifels in dem nach ihr benannten Ramberger Tal. Wenige hundert Meter nördlich der Wohnbebauung des Ortes beginnt das Holpertal; weiter westlich von diesem liegt das Nonnental. Der Nordosten der Gemarkung reicht bis an das Modenbachtal heran. Die Passhöhe Drei Buchen bildet den Übergang zwischen dem Ramberger Tal und dem Modenbachtal. Zur Gemeinde gehört zudem der Modenbacherhof. Nachbargemeinden sind – im Uhrzeigersinn – Roschbach, Edesheim, Rhodt unter Rietburg, Weyher in der Pfalz, Hainfeld, Burrweiler, Flemlingen, Dernbach, Böchingen und Walsheim.

### Erhebungen
Das Dorf ist von waldreichen Bergen eingerahmt. Oberhalb der Ortschaft erstreckt sich der 442,4 m ü. NN hohe Schlossberg. Weitere markante Erhebungen auf Gemarkung der Gemeinde sind unter anderem der Drenselberg (523,8 m ü. NN) und der Eichbühl im Nordosten, der Harzofenberg (556,4 m ü. NN), der Langentalkopf (536 m ü. NN), der Schindl Kopf (510 m ü. NN) und der Hühnerberg (476,9 m ü. NN) im Nordwesten sowie der Hermeskopf im Südwesten und der Mühlberg im Südosten.

### Gewässer
Ramberg wird in Nord-Süd-Richtung vom Dernbach, einem Zufluss des Eisbachs, durchflossen. Auf Gemarkung der Gemeinde nimmt er mehrere Zuflüsse wie den Bach vom Drenselberg, den Hermersbach, den Holpertalbach, den Ohlsbach, den Ramberger Bach, den Talbach und den Waltersbach auf. Der Talbach nimmt zudem von links den Kleinen Wiesenbach und das Wiesenbächle auf. Durch den Nordosten der Gemarkung fließt außerdem der Modenbach.

## Geschichte
Bis Ende des 18. Jahrhunderts gehörte Ramberg zu Löwenstein-Wertheim und unterstand dort der Herrschaft Scharfeneck.
Von 1798 bis 1814, als die Pfalz Teil der Französischen Republik (bis 1804) und anschließend Teil des Napoleonischen Kaiserreichs war, war Ramberg in den Kanton Annweiler eingegliedert und war Sitz einer Mairie, die zusätzlich Eußerthal umfasste. 1815 hatte die Gemeinde insgesamt 800 Einwohner. Im selben Jahr wurde der Ort Österreich zugeschlagen. Bereits ein Jahr später wechselte der Ort wie die gesamte Pfalz in das Königreich Bayern. Von 1818 bis 1862 gehörte Ramberg dem Landkommissariat Bergzabern an; aus diesem ging anschließend das Bezirksamt Bergzabern hervor.
Ab 1939 war der Ort Bestandteil des Landkreises Bergzabern. Nach dem Zweiten Weltkrieg wurde Ramberg innerhalb der französischen Besatzungszone Teil des damals neu gebildeten Landes Rheinland-Pfalz. Im Zuge der ersten rheinland-pfälzischen Verwaltungsreform wechselte der Ort am 7. Juni 1969 in den neu geschaffenen Landkreis Landau-Bad Bergzabern, der 1978 in Landkreis Südliche Weinstraße umbenannt wurde. 1972 wurde Ramberg der ebenfalls neu gebildeten Verbandsgemeinde Annweiler am Trifels zugeordnet.

## Politik

### Gemeinderat
Der Gemeinderat in Ramberg besteht aus zwölf Ratsmitgliedern, die bei der Kommunalwahl am 9. Juni 2024 in einer personalisierten Verhältniswahl gewählt wurden, und dem ehrenamtlichen Ortsbürgermeister als Vorsitzendem.
Die Sitzverteilung im Gemeinderat:
| Wahl | Grüne             | LFW               | RBL               | WGK               | WGR               | Gesamt   |
| ---- | ----------------- | ----------------- | ----------------- | ----------------- | ----------------- | -------- |
| 2024 | –                 | –                 | 7                 | –                 | 5                 | 12 Sitze |
| 2019 | 1                 | –                 | 8                 | 3                 | –                 | 12 Sitze |
| 2014 | –                 | 5                 | 7                 | –                 | –                 | 12 Sitze |
| 2009 | per Mehrheitswahl | per Mehrheitswahl | per Mehrheitswahl | per Mehrheitswahl | per Mehrheitswahl | 12 Sitze |

- LFW = Liste Freier Wähler
- RBL = Ramberger Bürgerliste e. V.
- WGK = Wählergruppe Klos
- WGR = Wählergruppe Rebholz e. V.

### Bürgermeister
Marina Fess (RBL) wurde am 6. September 2024 Ortsbürgermeisterin von Ramberg. Bei der Direktwahl am 9. Juni 2024 hatte sie sich mit 57,2 % gegen eine Mitbewerberin durchgesetzt.
Ihr Vorgänger war seit 2014 Jürgen Munz (RBL). Bei der Direktwahl am 26. Mai 2019 war er mit einem Stimmenanteil von 73,10 % für weitere fünf Jahre in seinem Amt bestätigt worden, bei der Wahl 2024 trat er nicht erneut an. Vor Munz hatte Dieter Schwarzmann (LFW) das Amt 30 Jahre ausgeübt.

### Wappen
| Wappen von Ramberg | Blasonierung: „In Silber ein schwarzer Balken, belegt mit einem linksgewendeten blaubewehrten und -bezungten roten Löwen.“ |
| Wappen von Ramberg | |

## Kultur und Sehenswürdigkeiten

### Kulturdenkmäler
Die Ruinen der Burg Meistersel und der Ramburg sind als Denkmalzonen ausgewiesen. Bei ersterer handelte es sich um eine Felsenburg, deren Überreste auf einer Bergkuppe bei Ramberg liegen. Sie befindet sich seit 2006 im Besitz des Landes Rheinland-Pfalz. Die Ramburg stellt die Ruine einer Höhenburg dar und befindet sich auf dem Schlossberg oberhalb der Ortschaft. 
Hinzu kommen außerdem insgesamt sechs Einzeldenkmäler: Im Ortszentrum hat der Heimat- und Museumsverein des Bürstenmacherhandwerks ein Bürstenbindermuseum zu Historie, Herstellung sowie Handel mit Besen und Bürsten eingerichtet. Ebenfalls denkmalgeschützt ist der Modenbacherhof.

### Natur

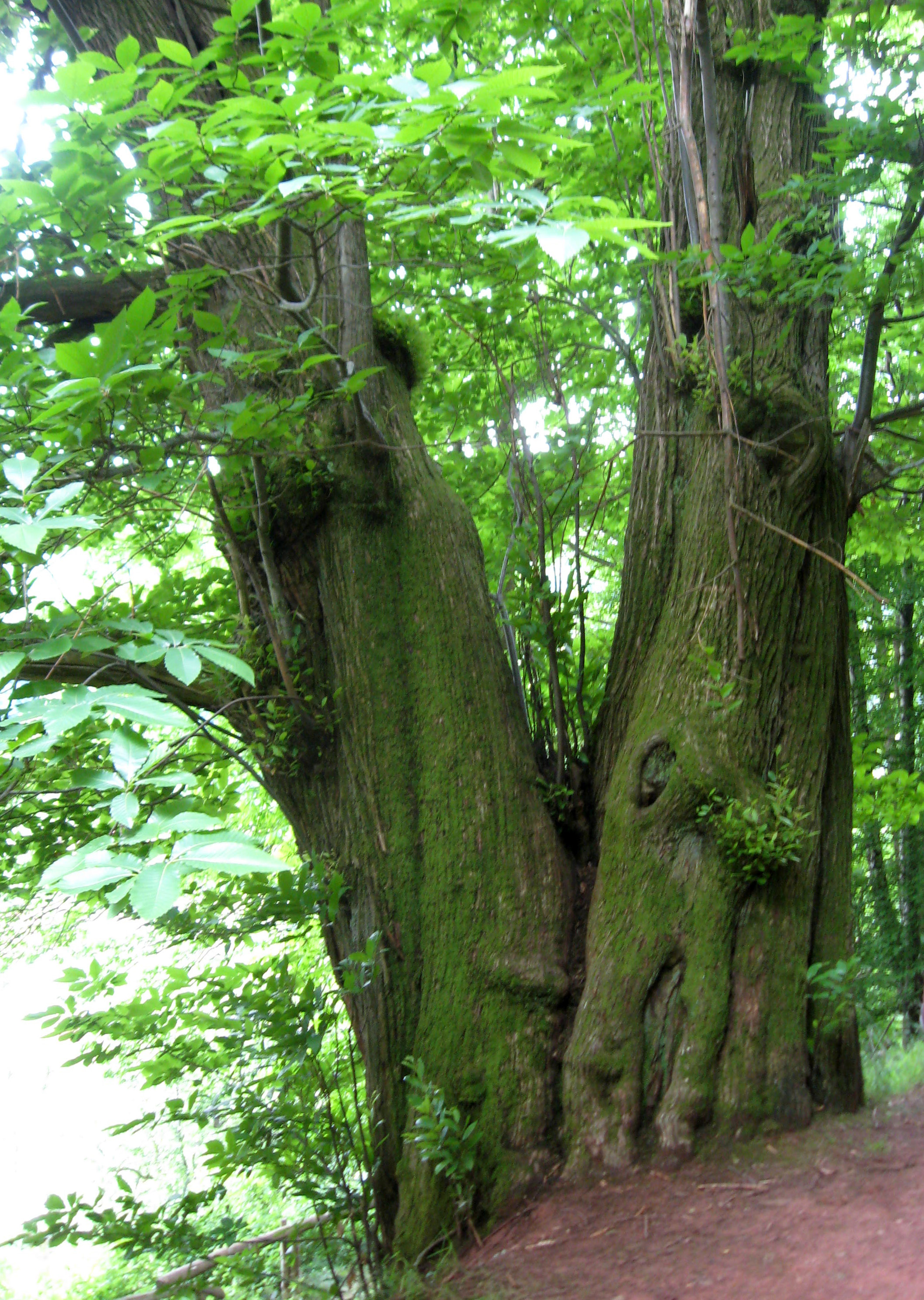
Als Naturdenkmal ausgewiesene Edelkastanie

Einziges Naturdenkmal ist eine Edelkastanie nordwestlich der Bebauung. Im Nordosten der Gemarkung befindet sich außerdem der Ritterstein 234; er trägt die Bezeichnung Drei Buchen und weist auf die gleichnamige Passhöhe hin und stellt somit einen Orientierungspunkt für Wanderer dar.

### Veranstaltungen
Am 6. September 2015 fanden vor Ort die Deutschen Bergmeisterschaften der Rad-Bundesliga statt.

## Infrastruktur

### Wirtschaft und Medien
Im Zuge der Haingeraide war Ramberg an der sogenannten zweiten Haardtgeraide – alternativ Mittel-Haingeraide genannt – beteiligt, die in der frühen Neuzeit aufgelöst und die teilweise der Gemeinde unterstellt wurde. Vor Ort befand sich zeitweise ein Standort von Akkord-Radio. Zudem gehört die Gemeinde zum Verbreitungsgebiet des Offenen Kanals Weinstraße.

### Verkehr

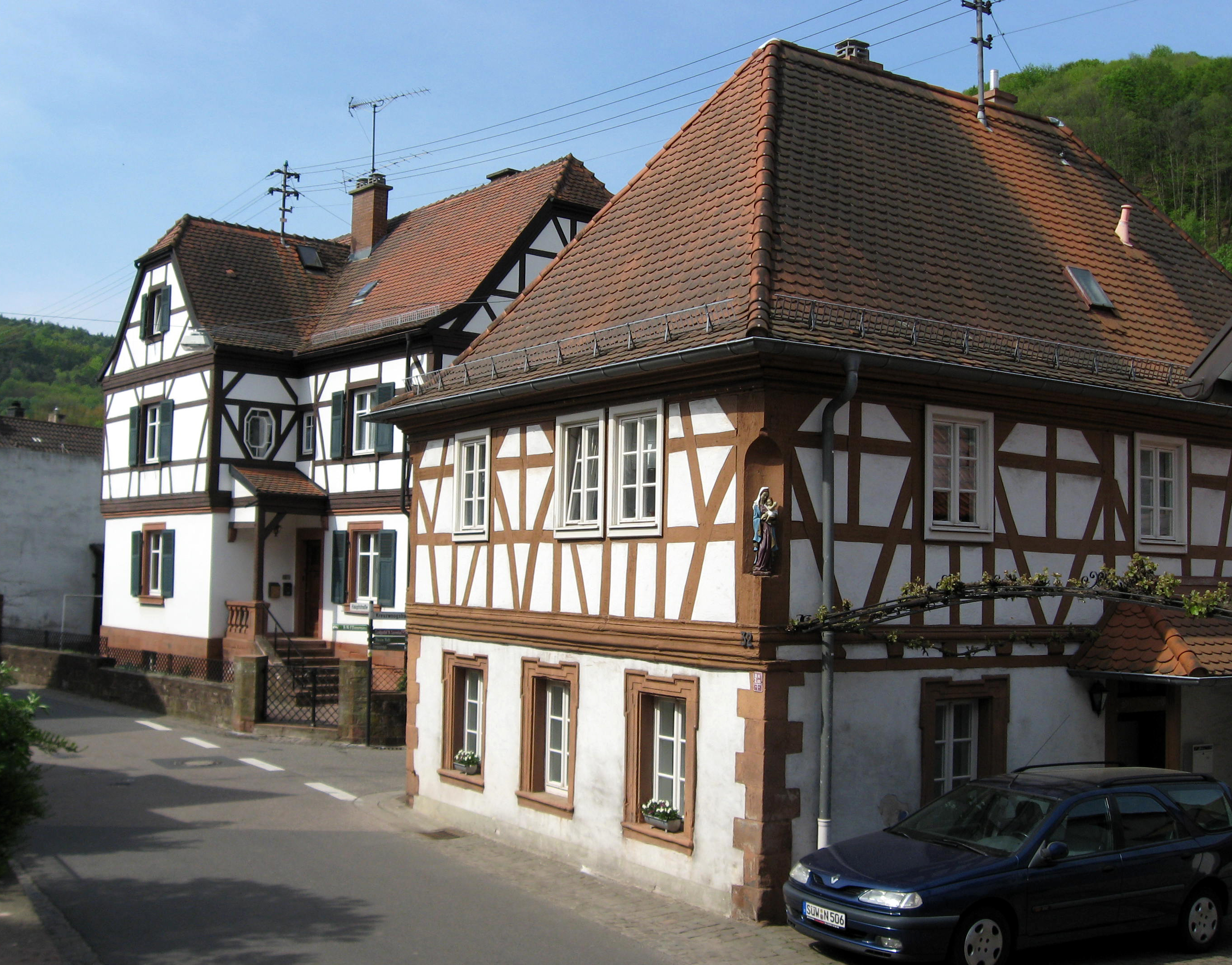
Landesstraße 506 innerhalb von Ramberg

Durch Ramberg führt die Landesstraße 506, die von Albersweiler über Dernbach, Weyher und Rhodt unter Rietburg bis nach Edesheim führt. Die Kreisstraße 6 führt durch den Nordosten der Gemarkung und passiert dabei den Modenbacherhof.
Die Gemeinde ist zudem über die Buslinie 521 des Verkehrsverbundes Rhein-Neckar, die den Ort mit Landau in der Pfalz, Frankweiler, Albersweiler, Eußerthal und Dernbach verbindet, an das Netz des öffentlichen Nahverkehrs angeschlossen. Hinzu kommt die ausschließlich für den Schülerverkehr zuständige Buslinie 522, die nach Annweiler führt.

### Tourismus
Durch Ramberg führt ein Wanderweg, der mit einem roten Punkt markiert ist. Außerdem liegt die Gemeinde an einer Nebenstrecke des Pfälzer Keschdewegs. Im Nordosten der Gemarkung befindet sich mit dem Waldhaus Drei Buchen außerdem eine Hütte des Pfälzerwald-Vereins. In diesem Bereich beginnt ein weiterer Wanderweg, der mit einem blauen Balken gekennzeichnet ist und der bis nach Burrweiler führt.

## Persönlichkeiten

### Ehrenbürger
- Ferdinand Schaller (1924–2021), Träger der Verdienstmedaille des Landes Rheinland-Pfalz

### Söhne und Töchter der Gemeinde
- Guido Benedikt Beck (1885–1958), Kapuzinerpater, Missionsbischof, Apostolischer Vikar in Chile. Nannte sich nach seinem Heimatort auch Guido Beck de Ramberga.

### Personen, die vor Ort gewirkt haben
- Heinrich Georg Rung (1854–1931), Priester, lebte ab 1926 bis zu seinem Tod in Ramberg, wo er ebenso verstarb und beigesetzt wurde